# Étant donnés
Essendo dati: 1. La cascata d'acqua, 2. L'illuminazione a gas (Étant donnés: 1. La chute d'eau, 2. Le gaz d'éclairage o semplicemente Étant donnés) è un'installazione ambientale (242.6 x 177.8 x 124.5 cm) di Marcel Duchamp, costruita con materiali vari tra il 1946 e il 1966, e conservata a Filadelfia presso il Philadelphia Museum of Art (n. inv. 1969-41-1).

## Storia
L'artista vi lavorò per circa venti anni fino a poco prima della sua morte senza parlarne mai a nessuno, in un periodo in cui anche i suoi amici più stretti erano convinti che egli avesse abbandonato l'arte; solo sua moglie Teeny era a conoscenza di tale realizzazione perché occupava un'intera stanza all'interno dello studio dell'artista.
La scultrice Maria Martins, compagna di Duchamp dal 1946 al 1951 fu il modello per gran parte della figura femminile presente nell'opera, mentre la sua seconda moglie Alexina (Teeny) posò solo per il braccio. Duchamp aveva inoltre realizzato un manuale di istruzioni che illustrava come assemblare e scomporre l'opera, dato che doveva essere esposta al Philadelphia Museum of Art dov'è attualmente conservata.

## Descrizione
L'opera è composta da una vecchia porta di legno, velluto, ramoscelli, vetro, linoleum, un motore elettrico alloggiato in una scatola di biscotti che ruota un disco forato, un assortimento di luci, elementi fotografici e dipinti a mano che formano il paesaggio e una forma femminile in pelle.
Si presenta all'osservatore come una porta in legno massiccio, ma se la si esamina più da vicino si possono individuare due spioncini attraverso i quali è possibile spiare cosa c'è al di là. Dietro la porta è presente una costruzione tridimensionale che rappresenta una donna nuda distesa su di un letto di ramoscelli secchi, con le gambe spalancate a mostrare i genitali: il volto della donna non è visibile, ma possiamo vedere che con la mano sinistra essa tiene sollevata una lampada ad olio che emette luce, e dietro di lei si apre un paesaggio forestale montano con in lontananza una cascata zampillante.
Il titolo completo viene da alcuni appunti di Duchamp per Il grande vetro i quali recitano Étant donnés: 1. La chute d'eau, 2. Le gaz d'éclairage (ovvero Dati: 1. La cascata, 2. L'illuminazione a gas). L'acqua e il gas sono gli elementi che animano sia Il grande vetro sia Etant donnés, ma da queste premesse comuni le due opere procedono verso dei risultati finali sorprendentemente differenti. Quest'opera, dall'artista che aveva elogiato la contraddizione per tutto il corso della sua vita, stupisce per il suo aspetto così verosimigliante e unico nella produzione di Duchamp, che aveva sempre disdegnato l'arte retinica.
Il grande vetro ed Etant donnés sono visioni diverse dello stesso evento: nella prima si verifica in un mondo invisibile ed astratto, mentre nella seconda si verifica nel mondo reale che ci circonda. Ne Il grande vetro era presente uno spioncino nel mondo visibile, che non rivelava niente; al contrario in Etant donnés lo spioncino rivela tutto. Le due opere si combinano nella mente dello spettatore per creare un'epifania, dove il mondo interiore e quello esteriore si fondono.